# أولاد بوغادي الغربية (أولاد بوغادي)
أولاد بوغادي الغربية هي إحدى مشيخات المملكة المغربية، تتبع جغرافيا لإقليم خريبكة وإداريًا لأولاد بوغادي. يقدر عدد سكانها بـ 1,824 نسمة حسب الإحصاء الرسمي للسكان والسكنى لسنة 2004.